# Mongardino
Mongardino – miejscowość i gmina we Włoszech, w regionie Piemont, w prowincji Asti.
Według danych na styczeń 2009 gminę zamieszkiwało 981 osób przy gęstości zaludnienia 145,5 os./1 km².